# Telgua
Telgua (Telecomunicaciones de Guatemala) es una empresa de servicios de telecomunicaciones radicada en Guatemala, filial de América Móvil que opera bajo la marca Claro. Provee servicios de telefonía fija, telefonía móvil, Internet, televisión por cable, entre otros. Su mayor mayor inversionista es Carlos Slim, dueño de América Móvil.

## Historia
El 16 de noviembre de 1996, el Congreso de Guatemala aprobó la "Ley General de Telecomunicaciones"; esta estipuló la privatización de Guatel, la empresa estatal de telecomunicaciones en ese momento y la única en el país. Fue comprado por LUCA SA y Ricardo Bueso se convirtió en el primer presidente y director general de Telgua hasta el 2000. En 2000, se unió a América Móvil y en 2006 cambió el nombre de las marcas ALO y PCS Digital a Claro en Guatemala.
Claro se introdujo en Guatemala el 7 de septiembre de 2006 como un cambio de marca de PCS Digital y Alo de PCS, propiedad de Telgua . Al 31 de marzo de 2007, Claro en Guatemala tenía más de 5,2 millones de suscriptores, con tecnología inalámbrica CDMA/1XRTT, GSM/GPRS/EDGE y UMTS/HSDPA (algunas ciudades con HSPA). Claro fue fundado en Guatemala en septiembre del 2006 tras el cambio de nombre de las marcas PCD Digital y Alo de PCS de Telgua. La red celular de la empresa opera con tecnologías inalámbricas CDMA, GSM/GPRS/EDGE y UMTS/HSDPA, y tiene una licencia para operar con frecuencias de 900 y 1900 MHz.